# Niton (gruppo musicale)
(EN) A highly beautiful experience. Julian Cope's Head Heritage
(IT) Un'esperienza molto bella. Il capo ereditario di Julian Cope

Niton è un gruppo musicale italo-svizzero formatosi nel 2012, attivo nei generi tra l'elettronica sperimentale, l'ambient music e il noise-industrial. Fin dall'esordio la formazione del gruppo si compone di tre elementi (Zeno Gabaglio, Luca Xelius Martegani ed El Toxyque) ma in varie occasioni l'organico si allarga ad altri musicisti, video performer, scrittori e attori.

## Percorso musicale

### Drone night #4
Il trio Niton vede la propria formazione il 3 ottobre 2012 alle Officine Creative di Barasso, in occasione del quarto appuntamento della serie di performance denominate “Drone night”. In questo contesto Enrico Mangione (musicista varesino attivo in molteplici progetti -  Downlouders, Menimals, Homunculus, Naylot - con alias quali El Toxyque, Mr. Henry e Lucha Libre) e Luca Martegani alias Xelius (musicista varesino: compositore, tecnico del suono e produttore, conosciuto soprattutto per il suo Xelius Project) erano soliti ospitare musicisti per degli happening una tantum, all'insegna dell'improvvisazione pura e con un riferimento operativo alla drone music ampiamente intesa. La serata del 3 ottobre 2012 - che vedeva ospite il violoncellista svizzero Zeno Gabaglio - venne registrata, suscitando l'interesse dell'etichetta Pulver und Asche Records verso la possibilità di pubblicare una selezione del flusso improvvisativo (originariamente della durata di tre ore).

### Niton

Niton, artwork di Alfio Mazzei.

Il risultato discografico è stato l'album eponimo Niton, pubblicato nell'autunno del 2013 e presentato come una "documentazione di un flusso di tempo e suono. Un succedere in cui tre musicisti si sono incontrati e anziché parlare hanno suonato, in cui il pubblico si è sdraiato a terra lasciandosi trasportare dagli avvenimenti". I giudizi della critica hanno rilevato nelle quattro tracce del disco caratteristiche anche molto diverse, che però tutte convergono verso la proiezione oltre il contingente: «una piccola opera d'arte, uno dei pochi enhanced book musicali», «musica per droni che fanno tai-chi, poco Philip Glass e poco Ryoji Ikeda; stream di dati polverizzati in impulsi sonori», «una sorta di spazio irreale che sviluppa la nostra voglia di altrove» («une sorte d'espace irréel qui développe notre envie d'ailleurs»). Julian Cope - il visionario guru britannico della musica e delle culture eterodosse - ha accolto Niton come "un'esperienza di grande bellezza" ("a highly beautiful experience").

### Tiresias

Tiresias, artwork di Alfio Mazzei.

Nel 2015 Pulver und Asche Records ha pubblicato Tiresias, il secondo album di Niton. Le dodici tracce che lo attraversano sono il risultato della rielaborazione e della ricomposizione di registrazioni realizzate nel corso dei due anni precedenti, in buona parte relative alle performance dal vivo del gruppo (in contesti concertistici, teatrali, coreografici e cinematografici). A ispirare il lavoro è la figura di Tiresia, il celebre indovino della mitologia greca che - per sette anni della propria vita - visse nel corpo di una donna. Quando Era, moglie di Zeus, gli chiese se dai rapporti sessuali traesse più piacere la donna oppure l’uomo Tiresia, senza esitare, dichiarò che se il piacere amoroso si componeva di dieci parti, la donna ne aveva nove, e l’uomo una sola. Furibonda, Era lo accecò. La vicenda mitologica - e in particolare la sua interpretazione data da T. S. Eliot ne La terra desolata - ha ispirato il lavoro di Niton in quanto "Tiresia è stato l’unico essere umano a esperire i profondi opposti. Ha visto la verità e l’ha rivelata, malgrado fosse sgradevole. Ha capovolto i luoghi comuni. Una volta diventato cieco, ha visto in anticipo le desertiche rovine dell’essere umano. E in queste terre abbiamo provato a portare i nostri suoni".
Rispetto al lavoro precedente Tiresias appare «più dilatato, più elaborato e più cupamente ossimorico nel contrapporre fonti sonore così distanti in una forma paradossalmente organica», un disco attraversato da «atmosfere spaziali e fantascientifiche piuttosto rétro, dirompenti quanto a originalità» che vanno a costituire «un capolavoro quasi incredibile» («ein schier unglaubliches Meisterwerk»).

### Cemento

Cemento, artwork di Julian Gosper.

Sei anni dopo il precedente lavoro in studio, con Cemento il gruppo Niton rielabora materiali sonori raccolti sull’arco di un lustro in luoghi e situazioni molto diversi: dal 2015 al 2020, tra il Ticino, Varese, Zurigo e Milano, in spazi teatrali, negli studi di registrazione, accanto ai laghi alpini, nelle chiese romaniche e nei cinema d’essai. Le prime registrazioni per “Cemento” sono avvenute il 17 maggio 2015 tra i riverberi surreali e post-industriali del cementificio ex-Saceba di Morbio Inferiore, in Svizzera. È questa l'esperienza che ha influenzato la scelta del titolo, unita alla consapevolezza che "il cemento è una sostanza dall’apparenza molto compatta e coerente, che nasce però dal legame di materiali tra loro diversi e attraverso un processo preciso e metodico. Così i suoni accumulati in cinque anni sono stati lavorati, editati e miscelati nella precisa ottica di coesistere uno accanto all’altro, per tracciare un percorso di ascolto che vuol essere ricco e dialettico, interrogante ma al tempo stesso soddisfacente". Il disco è una coproduzione dell’etichetta berlinese Shameless Records (che pubblica su vinile sei tracce) e l’etichetta svizzera Pulver und Asche Records (che pubblica la restante traccia in una particolare edizione fisica).

## Stile e pratica
In un ampio contesto di riferimenti stilistici - che vanno dal noise all'ambient, dalla IDM alla psichedelia - la musica di Niton è definibile soprattutto sulla base della strumentazione adottata: sintetizzatori analogici per Luca Xelius Martegani, strumenti preparati e oggetti amplificati per El Toxyque, violoncelli elettrificati per Zeno Gabaglio. L'architettura musicale si organizza invece di volta in volta secondo tecniche diverse: dall'improvvisazione libera alla composizione rigorosa, dalle partiture grafiche al mash-up di campionamenti e citazioni interdisciplinari.
Una varietà di attitudini che, nella pratica, hanno portato a concerti di musica pura ma anche a numerose situazioni di musica applicata, in interazione con varie discipline: il cinema muto (molte le produzioni per l'IOIC di Zurigo ma anche per il Museo d'arte della Svizzera italiana e il Conservatorio Internazionale di Scienze Audiovisive di Locarno), con il teatro e la performance (tra i vari, in produzioni per LAC Lugano e Piccolo Teatro di Milano) e con le arti plastiche (per Visarte e Museo d'arte Mendrisio).

## Formazione e strumentazione

### Formazione
- El Toxyque – corde e ance preparate, materiali sonori amplificati, elettronica
- Luca Xelius Martegani – sintetizzatori analogici - sequencer
- Zeno Gabaglio – violoncello elettrico

### Ospiti
- Roberto Mucchiut – visuals
- Luca Pedroni – chitarra elettrica
- Igor Horvat – voce

## Discografia

### Album in studio
- 2013 - Niton, Pulver und Asche Records[3]
- 2015 - Tiresias, Pulver und Asche Records[10]
- 2021 - Cemento, Shameless Records[17]

### Altre pubblicazioni
- 2014 - Light Killer, Pulver und Asche Records (musica di scena per lo spettacolo di Magdalena Barile, Edinburgh Fringe 2014)[25]
- 2019 - Serote in Interactions: A Guide to Swiss Underground Experimental Music, Buh Records and The Wire (rivista)[26]
- 2020 - Maas in Make Some Room: Electronic Relief in Switzerland, ClubCultureCH[27]
- 2020 - A mano a mano, Luca Pedroni e Niton, Floating Forest Records[28]